# ロステレコム
ロステレコムはロシア最大の電気通信事業者。モスクワ取引所上場。

## 概要
ソ連崩壊以前の1990年、ソ連通信省はソフテレコムを設立。92年12月、固定電話・長距離通信を継承した事業者としてロステレコム設立。2013年スヴャジインベストを合併。スエーデンのTele2がロシアに進出した携帯電話会社のテレ2ロシアも、現在所有している。

## 主要株主
2021年11月現在の議決権保有:
- 連邦国家資産管理局 (38.2%)
- JSC Telecom Investments (20.98%)
- VTB銀行 (8.44%)
- Vnesheconombank (3.96%)